# Mitch Barnhart
Mitch Barnhart (Kansas City, Kansas, 1959. augusztus 27. –) 2002 óta a Kentucky Wildcats atlétikai igazgatója. 1998 és 2002 között a pozíciót az Oregon State Beaversnél töltötte be.

## Tanulmányai
BA diplomáját az Ottawai Egyetemen, MA diplomáját pedig az Ohiói Egyetemen szerezte.

## Pályafutása
A Southeastern Conference leghosszabb ideje hivatalban lévő atlétikai igazgatója. Szerződését 2023 augusztusában 2028-ig meghosszabbították.
2024 áprilisában tanúként hallgatták meg Lars Jorgensen úszóedző szexuális zaklatási ügyében. Mark Howard edzőhelyettes 2012-ben Barnhart mellett Gary Conellyt is értesítette, hogy Jorgensennek a Toledói Egyetemen viszonya volt egy női hallgatóval.

## Fordítás
- Ez a szócikk részben vagy egészben  a   Mitch Barnhart című angol Wikipédia-szócikk ezen változatának fordításán alapul.  Az eredeti cikk szerkesztőit annak laptörténete sorolja fel. Ez a jelzés csupán a megfogalmazás eredetét és a szerzői jogokat jelzi, nem szolgál a cikkben szereplő információk forrásmegjelöléseként.